# تاكيشي كانازاوا
تاكيشي كانازاوا (باليابانية: 金澤岳؛ بالكانا: かなざわ たけし) هو لاعب كرة قاعدة ياباني، ولد في 5 مايو 1984 في أوتاوارا في اليابان.

## وصلات خارجية
- تاكيشي كانازاوا على موقع الدوري الياباني لكرة القاعدة (الإنجليزية)
- تاكيشي كانازاوا على موقعبيزبول رفرنس.كوم (الدوري الثانوي) (الإنجليزية)